# Las Brizas flygfält
Las Brizas flygfält är ett flygfält i Bolivia.   Den ligger i departementet Beni, i den centrala delen av landet, 500 km norr om huvudstaden Sucre. Las Brizas flygfält ligger 220 meter över havet. Start- och landningsbanan är 650 meter lång.
Terrängen runt Las Brizas flygfält är mycket platt. Förutom byn Las Brizas är trakten runt flygfältet nära nog obefolkad, med mindre än två invånare per kvadratkilometer..